# Moon Mineralogy Mapper
El Moon Mineralogy Mapper (M3, lit. cat. cartografiador de mineralogia lunar) és un de dos instruments que la NASA va aportar a la primera missió de l'Índia a la Lluna, Chandrayaan-1, llançat el 22 d'octubre de 2008. L'instrument està dirigit per l'investigador principal Carle Pieters de la Universitat de Brown, i gestionat per la Jet Propulsion Laboratory de la NASA.
El 24 de setembre de 2009, la Science Magazine va informar que el Moon Mineralogy Mapper (M3) de la NASA a bord del Chandrayaan-1 va detectar aigua a la Lluna. No obstant això, el 25 de setembre de 2009, la ISRO va anunciar que el MIP, un altre instrument a bord del Chandrayaan-1 també havia descobert aigua a la Lluna just abans de l'impacte i l'havia descobert abans del M3. L'anunci d'aquest descobriment no es va fer fins que la NASA ho va confirmar.
Els científics han plantejat durant dècades la possibilitat de dipòsits d'aigua lunars. Cada vegada es “creu més que el debat des de fa dècades ha acabat,” segons es va informar. “La lluna, de fet, té aigua en tota mena de llocs; no només en minerals, però dispersos per tot la superfície, i, potencialment, en blocs o plaques de gel en profunditat.” Els resultats de la Lunar Reconnaissance Orbiter de la NASA també “va oferir una àmplia gamma de senyals d'aigua.”
M3 va trobar una roca dominada per espinel·la de magnesi piroxè o olivina present (<5%) indetectable al llarg de l'anell interior occidental de la Conca del Moscoviense (com una de diverses àrees discretes). L'aparició d'aquesta espinel·la no encaixa fàcilment amb els models actuals d'evolució de l'escorça lunar.